# Lost Verizon
Lost Verizon, titulado Comunicación perdida en Hispanoamérica y Móviles lejanos en España, es el segundo episodio de la vigésima temporada de la serie de dibujos animados Los Simpson, estrenado en Estados Unidos el 5 de octubre de 2008, en Hispanoamérica se estrenó el 26 de abril de 2009 y en España el 20 de enero de 2010. En el episodio, Bart Simpson se pone celoso de sus amigos por sus teléfonos móviles. Por un giro repentino del destino, encuentra el teléfono de Denis Leary en un campo de golf; luego, Marge activa el sistema GPS en su teléfono para controlar todos los movimientos de Bart, pero al descubrirlo, este une el chip de GPS a un ave que migra a Machu Picchu (Perú). Denis Leary y Brian Grazer (quien también apareció en When You Dish Upon a Star como sí mismo) son las estrellas invitadas. El episodio fue dirigido por Raymond S. Persi y escrito por John Frink.

## Sinopsis

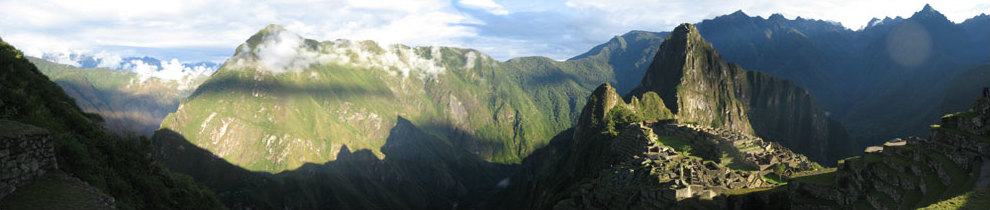
Machu Picchu, ciudadela inca y paraje de estos personajes en este episodio.

Todo comienza con una conversación entre el Director Skinner y su madre Agnes donde discuten porque Skinner no cargó suficiente combustible a su auto (siendo que lo cargó con poco dinero) y resulta de que este hace el ridículo en la carretera tan solo por no saber cómo traer la gasolina para su vehículo mientras que Milhouse logra captar la embarazosa escena en su teléfono móvil. Luego llama a la mayoría de sus amigos para que viesen a Skinner siendo ridiculizado y luego golpeado por Barney, pero no llama a Bart. Cuando Nelson le pregunta la razón, Milhouse le explica que simplemente Bart no tenía un teléfono móvil pero deduce que si Bart no estaba allí, fue porque estaba haciendo algo "fabuloso". Aunque en realidad, Bart pasaba momentos aburridos y por demás ridículos con Lisa. Pero luego de enterarse de lo de Skinner, sufre burlas por no haber participado de la gran burla, por lo que le pide a Marge un móvil, pero ella le explica que no puede pagarlo, mientras que Lisa demostraba que Bart no puede pedir nada de lujo porque ella tampoco puede hacer un viaje a Machu Picchu (Cuzco, Perú) y Maggie la respalda mostrando una hoja de papel donde dice: "Yo también estoy triste".
Cuando Bart, deprimido, pasa por el Club de Campo de Springfield, sufre un golpe con una pelota de golf. Enojado, entra al campo de golf a golpear al autor del golpe, el cual resulta ser el Dr. Hibbert. Hibbert inmediatamente le da a Bart un dólar por haberle devuelto la pelota. Sorprendido, el niño toma el dinero y tiene una idea: devolver pelotas de golf a cambio de dinero, para así poder comprarse un móvil. Bart, feliz, descubre que sólo le faltaban veinte dólares para tener el dinero suficiente para el teléfono, pero su júbilo se apaga cuando el jardinero Willie descubre a Bart en su negocio. Willie confisca todas las pelotas de golf, haciendo que Bart se deprima nuevamente.
Sin embargo, cerca de allí, se está llevando a cabo un torneo de golf para celebridades; y como famoso, Denis Leary se prepara para participar a pesar de las burlas de Rainier Wolfcastle, Mel Patiño y Krusty, pero falla brutalmente cuando su teléfono móvil suena al mismo tiempo que da el golpe. Enojado, Leary se deshace de su teléfono, el cual aterriza al lado de Bart. Este, pensando rápidamente, renuncia a su trabajo y se queda con el móvil de Leary. Cuando va a informarle a Milhouse de su nueva posesión, Bart recibe una llamada del productor Brian Grazer, quien quería pedirle a Leary que protagonizase la versión cinematográfica de Everyone Poops. Bart, dándose cuenta de que el teléfono le pertenecía a Leary, se hace pasar por él. Maliciosamente, engaña a quienes lo llaman desde todo el mundo, gasta todo el dinero de Leary en sombreros y uniformes de los New York Yankees, entre otras bromas hacia Skinner. Después de todas las bromas, Bart recibe una llamada de Denis Leary, quien empieza a insultarlo por su broma de mal gusto, Marge logra escuchar la conversación de la travesura de Bart y Milhouse, por lo que finalmente confisca el móvil de su hijo. Marge contesta el teléfono, disculpándose por el comportamiento de Bart. Leary, todavía enfadado por las bromas, le sugiere a Marge que conserve el teléfono pero sin antes activase el sistema GPS del teléfono y se lo regresase a Bart, para así poder controlar todos sus movimientos. Con cierta culpa, Marge activa el sistema GPS y le devuelve su teléfono a Bart. Marge, espiando a su hijo a través del sistema GPS, logra evitar que vea una película inadecuada, que apueste en una carrera de caballos, y que patine, ya que corría riesgos de lastimarse. En simples palabras, Marge saboteaba todas las bromas y peligros que Bart podía cometer.
Pronto Lisa descubre y queda sorprendida ante el accionar de Marge en complicidad con Homer, por lo que le revela a la verdad a Bart. Este se enoja y decide vengarse. Para hacerlo, ata el chip del GPS a la pata de un ave sin que nadie lo sepa incluso Lisa, la cual escapa volando. Marge, creyendo que el pájaro es Bart, asume que había escapado de su casa. Mientras que Homer, Marge, Lisa, y Maggie se embarcan en una búsqueda nacional por Bart, Lisa se da cuenta de que habían estado persiguiendo al pájaro todo el tiempo. Luego de verificar la búsqueda en su computadora portátil, descubre que el pájaro estaba migrando hacia Machu Picchu, en su viaje soñado que no podía pagar. Deliberadamente deja libre al pájaro, para que la familia pudiese perseguirlo hacia Machu Picchu y así, cumplir su sueño anhelado.
Bart goza de su libertad recién adquirida, pero se siente horrorizado y asustado de pasar la noche solo. Cuando los Simpson llegan a Machu Picchu en la mañana, la familia busca a Bart. Marge, a pesar de estar exhausta, no se da por vencida, pero Lisa la convence de descansar en una antigua escultura, debajo de la estatua de una antigua deidad inca del cielo el cual era Viracocha. Marge, durmiéndose rápidamente, sueña que ese "dios del cielo" le muestra cómo era antiguamente la cultura inca. Le enseña cómo a lo largo de la historia los padres que habían sobreprotegido a sus hijos nunca habían logrado dejarlos ir, y esa era la razón por la que habían sido vencidos por los conquistadores. Al despertar, Marge se da cuenta de que no podía sobreproteger a Bart, sino dejarlo tener más libertad. Homer descubre que la familia había estado persiguiendo a un pájaro todo el tiempo(aunque antes dijo: "La computadora dice que Bart esta sobre la computadora, pero lo unico que veo es un ave con un chip de rastreo. No concuerda"), asegurándole a Marge que sabía exactamente en donde se encontraba Bart.
Luego de regresar a Springfield, Marge le pregunta a su hijo si la había extrañado. Bart le dice que no se había dado cuenta de que no estaban (por dos semanas) por lo que Marge, deprimida, va a su habitación. Sin embargo, al subir las escaleras, Bart la detiene, y comienza a rogarle que jamás lo volviese a dejar. El episodio termina cuando Lisa le pregunta a Homer "¿Dónde está Maggie?" mientras que él balbuceaba, termina dándose cuenta de que la habían dejado en Machu Picchu donde ella es gobernante absoluta.

## Producción
Durante la primera revisión del libreto, se incluyó un papel supuestamente interpretado por Matt Damon, pero este no apareció en la versión final del episodio. El episodio está dedicado a la memoria de Paul Newman, quien había sido estrella invitada en el episodio The Blunder Years, fallecido nueve días antes del estreno de "Lost Verizon".